# Wallangarra
Wallangarra (385 habitants) est un hameau au sud de l'État du Queensland en Australie, à 256 kilomètres au sud-ouest de Brisbane à la frontière avec la Nouvelle-Galles du Sud.
Son nom est d'origine aborigène et signifie "plein d'eau".
Le village a été créé en 1885 au point de passage de la frontière par la ligne de chemin de fer. C'était la seule ligne de chemin de fer reliant Brisbane à Sydney jusqu'à la construction du pont de chemin de fer de Grafton et les voies n'ayant pas le même écartement de part et d'autre de la frontière permettaient de faire travailler les habitants.

## Référence
- Statistique sur Wallangarra